# Delphinium unifolium
Delphinium unifolium là một loài thực vật có hoa trong họ Mao lương. Loài này được Tamura mô tả khoa học đầu tiên năm 1979.